# Toy (cançó)
«Toy» —en català «Joguina»— és una cançó de la cantant israeliana Netta, i l'entrada triada per participar en el Festival de la Cançó d'Eurovisió 2018, el qual va guanyar. El tema va ser escrit per Doron Medalie i Stav Beger, i produïda per aquest últim. La cançó va ser llançada l'11 de març de 2018, juntament amb el seu videoclip oficial de música, que va ser dirigit per Keren Hochma. La cançó es va filtrar en Internet un dia abans del llançament oficial.
La lletra de la cançó està en la seva majoria en anglès, amb l'excepció d'una frase en hebreu אני לא בובה (ani el buba, «no sóc una nina»), i l'argot hebreu סטפה (stefa, que significa feix de bitllets). És un text d'apoderament femení i suposa una crítica de la visió de la dona com un objecte amb frases com «no sóc la teva joguina, ets un noi estúpid, et derrocaré», «no sóc una nina», «la Barbie té alguna cosa que dir» i «dona meravellosa, mai oblidis que ets divina».
El cloqueig de la cançó, segons Netta, d'una banda, «expressa algú covard, un gallina que tracta a una dona com una joguina». També repeteix la paraula baka que significa idiota en japonès.

## Eurovisió
La cançó va guanyar el Festival de la Cançó d'Eurovisió 2018, amb 529 punts. És la quarta vegada que Israel guanya Eurovisió després de 1978, 1979 i 1998.
«Toy» va ser triada per competir en la primera semifinal del festival d'Eurovisió l'any 2018, on va quedar seté sobre dinou cançons. Es va classificar per a la final després d'estar entre les deu cançons més votades basades en una combinació de jurat i televot. En la final, va obtenir el tercer lloc després de la votació del jurat, amb 212 punts i va guanyar gràcies al televot amb 317 punts, quedant en primer lloc amb una puntuació combinada de 529 punts.

## Crèdits
- Netta – veu, arranjaments d'una unitat d'efectes (loop)
- Doron Medalie – composició
- Stav Beger – composició, producció, percussió, barrejat i masterización
- Avshalom Ariel – arranjaments de loop
- Ami Ben Abu – teclats
- Shimon Yihye – guitarres
- Daniel Rubin, Maayan Bukris i Liron Carakukly – veus de fons

## Llistes d'èxits
| Llista (2018)         | Posició |
| --------------------- | ------- |
| Bèlgica Flanders Tip  | 44      |
| Israel (Media Forest) | 1       |